# Raión de Bobrov
El raión de Bobrov (ruso: Бобро́вский райо́н) es un distrito administrativo y municipal (raión) ruso perteneciente a la óblast de Vorónezh. Se ubica en el centro de la óblast. Su capital es Bobrov.
En 2021, el raión tenía una población de 49 371 habitantes.
El raión está atravesado por el río Bitiug, que forma aquí un espacio natural.

## Subdivisiones
La capital es la ciudad de Bobrov, que forma un ayuntamiento urbano con tres pedanías rurales. Además de estas cuatro localidades, el raión comprende otras 52 localidades rurales, agrupadas en los siguientes dieciocho asentamientos rurales:
- Ánnovka
- Verjni Ikórets
- Korshevo
- Lípovka
- Mechotka
- 2-e Nikólskoye
- Krasni
- Pchelinovka
- Semiono-Aleksándrovka
- Slobodá
- Sujaya Beriózovka
- Troinia
- Jrenovoye
- Chesmenka
- Shestakovo
- Shishovka
- Yudanovka
- Yasenkí